# 麻生和子
麻生 和子（あそう かずこ、旧姓：吉田〈よしだ〉、1915年〈大正4年〉5月13日 - 1996年（平成8年）3月15日）は、日本の第45・48～51代内閣総理大臣・吉田茂の三女。実業家・麻生太賀吉の妻。第92代内閣総理大臣・麻生太郎の母。

## 生涯
1915年（大正4年）5月13日、中国の安東に生まれた。父は吉田茂、母は吉田雪子。両親について1919年（大正8年）パリ、1920年（大正9年）ロンドンに赴く。現在のロンドンランベス区南西部のストレタム・ヒル (en ) の小学校に通う。1922年（大正11年）天津に移り、在華イギリス人小学校に通う。1923年（大正12年）、夏休みの一時帰国時に関東大震災があり、以後、家族は東京に残り、父のみ奉天に単身赴任。聖心女学院語学校を卒業。
1930年（昭和5年）12月父のイタリア大使赴任についてローマへ移り、ローマ聖心女学院（Trinità dei Monti）を経て、ロンドン大学に留学する。なお、1930年15歳の頃から父・茂の秘書を務める。また、母・雪子の影響もあり、熱心なカトリックの信者となる。洗礼名は「マリア・ドロテア」。
1934年（昭和9年）10月からの茂の外務査察使としての欧米訪問に同行。1936年（昭和11年）の二・二六事件では、湯河原滞在中に反乱軍兵士に襲撃を受けていた祖父の牧野伸顕が和子と祖母の機転によって窮地を脱する。同年6月の父茂の駐イギリス大使赴任以降、1938年（昭和13年）9月の帰朝命令により外交の一線から退くまでは、母・雪子とともに茂を助ける。同年12月に麻生商店社長の実業家の麻生太賀吉と結婚する。子には麻生太郎、麻生泰、寬仁親王妃信子がいる。1941年（昭和16年）10月、雪子が亡くなる。
1946年（昭和21年）5月、茂が総理大臣に就任。1951年（昭和26年）9月8日のサンフランシスコ講和条約締結の会議に、総理大臣の父茂に私設秘書として随行した。1967年（昭和42年）10月20日、茂の死を看取る。前日に「富士山が見たい」という父の最後の言葉により、和子は抱き起こしたとされている。茂の葬儀は和子ら親族により東京カテドラルで行われ、後に改めて国葬が行われた。
1980年（昭和55年）12月2日、夫・太賀吉が亡くなる。1986年（昭和61年）11月、勲二等宝冠章を受章する。1993年（平成5年）12月に、著書「父 吉田茂」が、光文社より出版される。1996年（平成8年）、満80歳で死去。墓所は青山霊園。
もう1人の「吉田和子」で、母親運動を進めた人物で元豊島区議会議員の山家和子とは同姓同名の別人である。

## 家族・親族
- 母方の曾祖父：大久保利通（政治家）
- 母方の曾祖母：大久保満寿子
- 母方の曾祖父：三島通庸（政治家）
- 父方の実祖父：竹内綱（実業家、政治家）
- 父方の養祖父：吉田健三（実業家）
- 母方の祖父：牧野伸顕（政治家）
- 父：吉田茂（第45代、第48～51代内閣総理大臣）
- 母：吉田雪子（牧野伸顕の長女）
- 兄：吉田健一（文芸評論家、小説家）
- 夫：麻生太賀吉（実業家、政治家）
- 長男：麻生太郎（実業家、第92代内閣総理大臣。岳父に鈴木善幸）
- 長女：相馬雪子（夫は相馬和胤）
- 三男：麻生泰（実業家、アソウ・ヒューマニーセンター代表、麻生セメント社長。岳父に武見太郎）
- 次女：荒船旦子（社会福祉法人 青少年福祉センター理事長、夫は外交官の荒船清彦）
- 三女：寬仁親王妃信子
- 孫：麻生巌（実業家）
- 孫：麻生健
- 孫：彬子女王
- 孫：瑶子女王

## 著作
- 父 吉田茂（光文社、1993年12月、ISBN 978-4334970840）
  - 文庫版：光文社 知恵の森文庫、2007年9月、ISBN 978-4334784881
  - 文庫版：新潮文庫（新潮社）、2012年9月1日、ISBN 978-4-10-134061-6[4]

## 演じた女優
映画
- 小説吉田学校（1983年、東宝） - 夏目雅子
- 226（1989年、松竹） - 松下美智子
- 日本独立（2020年、シネメディア）- 梅宮万紗子

テレビドラマ
- 吉田茂（1983年、TBS） - 吉永小百合
- ドラマスペシャル・白洲次郎（2009年、NHK） - 近衛はな
- 負けて、勝つ 〜戦後を創った男・吉田茂〜（2012年、NHK） - 鈴木杏
- アメリカに負けなかった男〜バカヤロー総理 吉田茂〜（2020年、テレビ東京）- 新木優子

舞台
- 黎明の風（2008年、宝塚歌劇団宙組） - 藤咲えり/愛花ちさき[注釈 5]　※役名は旧姓の吉田和子。